# Egitto ai Giochi della XX Olimpiade
L'Egitto partecipò ai Giochi della XX Olimpiade che si sono svolti a Monaco di Baviera dal 26 agosto all'11 settembre 1972, con una delegazione di 23 atleti impegnati in 5 discipline per un totale di 16 competizioni. Portabandiera fu il cestista Kamal Kamel Mohammed. Fu la dodicesima partecipazione di questo paese ai Giochi. Non fu conquistata nessuna medaglia.

## Risultati

### Pallacanestro
| Atleta | Classifica |
| --- | ---------- |
| Nazionale maschile di pallacanestro (4 Hilal · 5 Khaled · 6 Guenidi ·7 Mubarak · 8 Kamel ·9 Tewfiq ·10 el-Saharty ·11 Selim · 12 Ibrahim · 13 Abou el-Kheir · 14 Kamal · 15 Abdel Nabi · All. Nello Paratore) | 16°        |